# Сера (посёлок)
Сера (яп. 世羅町 Сэра-тё:) — посёлок в Японии, находящийся в уезде Сера префектуры Хиросима. Площадь посёлка составляет 278,29 км², население — 16 673 человека (1 июля 2014), плотность населения — 59,91 чел./км².

## Географическое положение
Посёлок расположен на острове Хонсю в префектуре Хиросима региона Тюгоку. С ним граничат города Миёси, Футю, Хигасихиросима, Михара, Ономити.

## Население
Население посёлка составляет 16 673 человека (1 июля 2014), а плотность — 59,91 чел./км². Изменение численности населения с 1980 по 2005 годы:
| 1980 | 22 483 чел. |  |
| 1985 | 22 306 чел. |  |
| 1990 | 21 684 чел. |  |
| 1995 | 20 735 чел. |  |
| 2000 | 19 690 чел. |  |
| 2005 | 18 866 чел. |  |

## Символика
Деревом посёлка считается сосна, цветком — ландыш.